# 키류 카즈마
키류 카즈마(일본어: 桐生一馬)은 세가의 액션 게임 「용과 같이」시리즈에 등장하는 가공의 인물.